# Ludovic Bács
Ludovic Bács, menționat uneori Ludovic Baci, (n. 19 ianuarie 1930, Petrila, România – d. 30 iunie 2015, București, România) a fost un muzician maghiar din România, dirijor, compozitor, instrumentist (violă) și profesor de dirijat orchestră. Cariera sa muzicală a fost strâns legată de Societatea Română de Radiodifuziune, unde și-a desfășurat activitatea din 1957.

## Studii
Începe studiile muzicale în orașul natal, Petrila. Studiază inițial vioara, cu Joseph Faubich. Urmează studiile liceale la liceul de stat din Petroșani. În timpul liceului este admis ca instrumentist în formația simfonică a orașului, condusă de profesorul Julius Horáček. Între anii 1948-1951 își continuă studiile la Conservatorul de muzică din Cluj, apoi, între 1951-1956, obține o bursă și urmează studii de perfecționare în Rusia, la Conservatorul de muzică „Piotr Ilici Ceaikovski” din Moscova.

## Cariera artistică

### Cariera muzicală
În 1957 a fost repartizat la orchestra simfonică a Radioteleviziunii Române, unde, nefiind liber nici un post de dirijor, a fost încadrat inițial pe post de instrumentist (violă). Din 1958 până la pensionare, în 1991, a avut o activitate neîntreruptă în radio, în calitate de dirijor și director artistic al Orchestrei de studio Radio București, devenită, în 1990, Orchestra de Cameră Radio. În 1966 fondează formația de muzică veche Musica Rediviva din București, la pupitrul căreia evoluează în calitate de dirijor. A efectuat numeroase turnee în țară și în străinătate (Polonia, Spania, Germania, Olanda, Elveția, U.R.S.S., Italia, Austria) cu aceste orchestre și a realizat nenumărate înregistrări. Repertoriul său cuprinde lucrări muzicale în stil renascentist, baroc, clasic, modern și contemporan, românești și universale. De-a lungul întregii sale activități, maestrul Ludovic Bacs a promovat un imens fond de lucrări vechi românești, pe care le-a transcris, armonizat și orchestrat pentru a le aduce în fața publicului. A acordat o deosebită atenție și lucrărilor compozitorilor români contemporani (Anatol Vieru, Tiberiu Olah, Ștefan Niculescu, Cornel Țăranu, Aurel Stroe, Dan Dediu, Cristian Crețu și Christian Muck), prezentând foarte multă muzică românească în primă audiție absolută.

### Cariera didactică
În perioada 1962-1968, Ludovic Bács a fost asistent la Academia de Muzică din București, devenind ulterior profesor asociat la clasa de dirijat orchestră, citire de partituri, muzică de cameră.

## Discografie selectivă
- Gustav Mahler: Das Lied von der Erde Kindertotenlieder (ST-ECE 04038/14039)
- Carmen Petra-Basacopol: Concert pentru harpă și orchestră (ECE 01862)
- Anatol Vieru: Simfoniile nr. 2 și 3 (ST-ECE 03973)
- Ernest Chausson: Concert, Poeme, Paysage, Dedicace
- Liana Alexandra: Crăiasa zăpezii, operă-feerie (ST-ECE 03259)
- Johann Sebastian Bach:  Arta fugii (STM-ECE 01308-01309)
- Ioan Căianu: Danserie din Codex Caioni; V. G. Bakfark: Fantezie; G. Reilich: Cinci lieduri; J. Sartorius Jr. Dictum în DO major; Daniel Speer: Türkischer Eulenspiegel - fragmente (STM-ECE 01190)
- Paul Constantinescu: Variațiuni libere pentru violoncel și orchestră (STM-ECE 01188)
- Filip Lazăr:  Concert de cameră pentru baterie și 12 instrumente (ECE 0493);

## Premii și distincții
- Ordinul Meritul Cultural clasa a V-a (12 septembrie 1968) „pentru merite deosebite în activitatea muzicală”[3]
- Premiul II la Festivalul internațional de creație muzical religioasă "A Ta este Împărăția și Puterea" (1998)